# Indotyphlops madgemintonae
Indotyphlops madgemintonae är en ormart som beskrevs av Khan 1999. Indotyphlops madgemintonae ingår i släktet Indotyphlops och familjen maskormar. Inga underarter finns listade i Catalogue of Life.
Denna orm förekommer i en liten region i norra Pakistan. Den vistas i bergstrakter vid cirka 1300 meter över havet. Individerna lever i barrskogar med en undervegetation av gräs. Honor lägger ägg.
Inget är känt angående populationens storlek och möjliga hot. IUCN listar arten med kunskapsbrist (DD).